# Total institution
En total institution är enligt den amerikanske sociologen Erving Goffman en institution i vilken alla aspekter av individernas liv är underordnade och beroende av institutionens organisation och auktoritet. Makten i institutionen är hegemonisk och hierarkiskt uppbyggd. Totala institutioner karakteriseras av hinder för socialt umgänge med världen utanför, och hinder för medlemmarna att avlägsna sig.
Många olika institutioner kan anses passa in i denna definition. Uppenbara exempel är institutioner för frihetsberövande, som fängelser och koncentrationsläger. Andra exempel är kloster och liknande, men även vissa internatskolor, sjukhem, barnhem, fartyg, regementen etcetera.
Den totala institutionen bryter ned de murar som brukar finnas mellan att sova, att arbeta och att roa sig. Alla aspekter av livet pågår på samma plats, tillsammans med andra, och enligt en plan som en auktoritet beslutat. Mänskliga behov behandlas genom byråkratisk organisation. Det finns en klyfta mellan en stor grupp av intagna, och en liten övervakande personal. Båda grupperna tenderar att uppfatta den andra i fientliga stereotyper.

## Rollförlust
För Goffman är den totala institutionen en tvångsanstalt för manipulation av personligheten. Nykomlingen anländer till institutionen med en tidigare jaguppfattning, som på institutionen systematiskt undertrycks. Han eller hon genomgår en förändring i uppfattningen om sig själv och sina signifikanta andra. Isoleringen från yttervärlden och dess separata indelningen av olika livsaspekter innebär en rollförlust. Att förvägras besök eller permission under den första tiden är ett sätt att skapa en djupgående brytning med tidigare roller. Vissa rollförluster går inte att ta igen, såsom förlorad tid för utbildning, befordran, kärlek eller barnuppfostran. Den totala institutionens makt beror delvis på undertryckandet av en rad verkliga eller möjliga familjer.

## Individens handlingar
Goffman menar att den totala institutionen förstör det normala sambandet mellan individen och hennes handlingar. När en individ i samhället måste acceptera förhållanden som går emot hennes självuppfattning har hon en viss marginal för att rädda ansiktet – t.ex. att vara tjurig eller ironisk. På institutionen kan dessa handlingar bestraffas. Ute i samhället kan kraven inför i en roll åtskiljas från en annan roll. Men på institutionen är rollerna integrerade, och ledningen tolkar beteende i en del av verksamheten som en kommentar till andra sammanhang. Den intagnes reaktion på sin egen situation kan inte skiljas från situationen i sig. Den självständiga handlingen omöjliggörs genom att alla eller de flesta handlingar är föremål för övervakning.
Intagningen på en total institution berövar individen de vanliga uttryckssätten för att värja sig: fräckhet, tystnad, ovilja att samarbeta etc. Processen bildar en ond cirkel. På ett mentalsjukhus kan till exempel personer på ”svåra” avdelningar får ett minimum av utrustning. För att hävda sin självständighet och agera fientligt mot institutionen måste de använda sig av begränsade medel, som att slå en stol i golvet. Ju mer begränsad utrustningen är, desto mer framstår beteendet som psykotiska symptom. När en person är isolerad, naken och utan synliga uttrycksmedel kanske hon sliter sönder sin madrass. Det behöver inte vara ett uttryck för psykos, utan ett desperat men mänskligt svar på en förtryckande situation.

## Primär och sekundär anpassning
När en individ i en organisation utför en aktivitet på det sätt som förväntas (utifrån normer, incitament eller hot om straff) agerar hon som en fullt införlivad del av den totala institutionen. Detta kallar Goffman för en primär anpassning till organisationen. Sekundär anpassning refererar istället till "olydigt beteende" – sådant som medlemmen eller den intagna gör som frångår organisationens idéer om vad individen borde vara.

### Personlighetens källa
Goffmans teori är att individers öppna eller dolda olydnad inte är en tillfällig försvarsmekanism som bara hör till totala institutioner; det är en grundläggande mekanism i personligheten. Individen använder alltid vissa metoder för att hålla en viss distans till ett socialt sammanhang. Goffmans idé är att det är detta som rentav definierar den enskilda individen och hennes personlighet.  Individen intar alltid en position någonstans mellan identifiering och motstånd när hon förhåller sig till en social grupp eller ett socialt fenomen. Om vi inte tillhör någonting har vi inte någon personlighet alls. Men om vi totalt skulle sammansmälta med ett socialt sammanhang skulle vi ju inte heller vara individer. Vår känsla av att ha en egen personlighet uppstår därmed i spänningen mellan den primära och den sekundära anpassningen. 